# Castillo Palacio de los Boíl
El castillo palacio de los Boíl (en valenciano: Castell-Palau dels Boïl), también conocido como Castillo de Bétera o Casa-Castillo de los Boíl, se encuentra en el centro de la localidad del mismo nombre, en la comarca del Campo del Turia de la provincia de Valencia. El acceso se realiza por la plaza del Castillo. El castillo defensivo, de origen árabe, protegía las alquerías musulmanas que poblaban sus alrededores.
Se encuentra en aceptable estado de conservación, aunque fue fruto de una polémica restauración tanto interna como externa en los años ochenta del siglo XX. Es propiedad del Ayuntamiento de Bétera, y en él se encuentran dependencias como los Juzgado, parte de la biblioteca municipal, el salón de plenos, un salón de actós y otras dependencias.
Catalogado como bien de interés cultural con el código 46.11.070-002 y con anotación Mº R-I-51-0011126 y fecha 18/11/2003.

## Historia
Aunque existen restos de épocas anteriores, el origen de Bétera está en la dominación musulmana. En abril de 1237 sus habitantes se rindieron a Jaime I a cambio de que respetara su religión y sus bienes. Bétera, junto con Paterna y Bufilla, se rindió voluntariamente a Jaime I cuando este se encontraba en el Puig preparando el asedio a la ciudad de Valencia en la primavera del año 1238:

...venc-nos missatge un sarrai de Paterna, cobertament, ab cartes de tota l'aljama, que ens retrien la vila e el castell. E venc-nos altre de Bétera e de Bufila que es retrien aitambé. E nos dixem-los que iriem lla, e quan hi seríem que fossen aparellats de retre los dits castells, e que els observaríem llur llei e totes les costumes que havien en temps de sarraïns, e que els faríem gran bé.

El rey Jaime I donó el castillo a la Orden de Calatrava en 1237 en la persona de Fr. Lupo Martín, Comendador de Alcañiz, formándose una encomienda a la que se agregaron otros pueblos y en 1329 fue vinculada a la Baronía de Bétera.
En 1364 Pedro el Ceremonioso ordenó derribar el castillo y las murallas por el apoyo de la localidad a las tropas unionistas, aunque posteriormente tanto el castillo como las murallas fueron reconstruidos. En el año 1386, por un plazo concreto de tiempo, fue cedida a los Boil, que pasaron a ser propietarios en 1437, recibiendo la donación perpetúa de todos los derechos de imperio y jurisdicción criminal, poseyendo luego el dominio útil y quedando el directo mayor para la Orden, como una encomienda de la denominación de Bétera, dotada en cierta cantidad que pagaban los poseedores, en virtud de convenio especial. Finalmente pasó a la familia del Marqués de Dos Aguas.
Su importancia estratégica la convirtió en escenario bélico. Durante la Guerra de Sucesión fue atacada por las tropas borbónicas del conde de las Torres. Fue también escenario del ataque de las fuerzas del general francés Suchet a las de O'Donnell durante la Guerra de la Independencia. Las bandas carlistas protagonizarían igualmente numerosas acciones en este territorio.
El 1888 el propietario del castillo, el marqués de Dos Aguas Don Genaro María del Rosario Rabassa de Perelló Palafox, lo cedió a la Junta de Montes y Señorío Territorial de Bétera, con la condición de que fuera destinado a usos sociales, convirtiéndose por algún tiempo en colegio, asilo y durante el siglo XX fue habitado por religiosas que mantenían una escuela de párvulos sufriendo numerosas reformas y perdiendo alguna de sus estructuras. Finalmente fue donado en 1983 al Ayuntamiento, quien lo promovió a Monumento Histórico-Artístico e inició las obras para su rehabilitación y consolidación, con lo que el edificio presenta hoy un excelente aspecto, aunque se halla muy modificado debido a las diversas reformas y modificaciones que ha sufrido a lo largo de la historia.
Fue restaurado entre 1984 y 1989, pero sin respetarse su aspecto original, utilizándose materiales y formas que lo han transformado y desfigurado. Desde mayo de 2019, con fondos de la Unión Europea, se está rehabilitando.

## Descripción

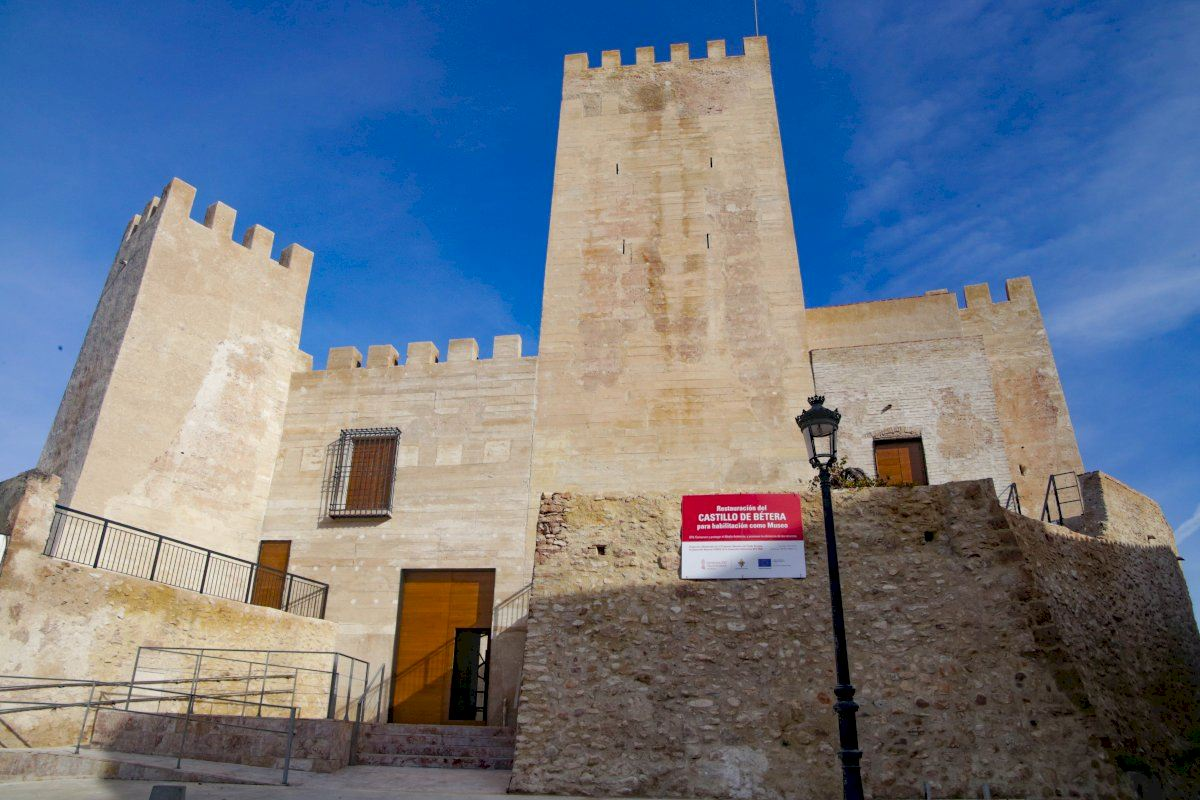
Castillo de los Boíl, Bétera

Se encuentra en el centro de la población, frente a una plazoleta en el núcleo urbano más antiguo del pueblo, que es también el punto más elevado de la pequeña loma donde se asienta, dominando visualmente la misma.
Originalmente fue una fortaleza islámica, que sería aprovechada por los conquistadores cristianos. Desgraciadamente, de este edificio primitivo apenas nada queda ya que fue demolido en 1364 por orden de Pedro II tras las Guerras de la Unión, redificándose por completo con posterioridad.
La fortaleza es un cuerpo único de planta poligonal irregular, ya que se adapta a la roca sobre la que se cimenta. El edificio original disponía de seis torres, de las cuales solo quedan cuatro, unidas por cuerpos residenciales de varios pisos, muchos construidos en el siglo XX y que han ido cubriendo las estructuras antiguas, cerrando así una superficie de 1500 metros cuadrados aproximadamente. De entre estas torres almenadas destaca la del homenaje (llamada también del Reloj por el que en ella fue instalado en 1897), cuyo cuerpo ligeramente troncopiramidal se alza hasta los 25 metros de altura.
La construcción principal la constituye una torre rectangular (8 metros por 6 metros aproximadamente) y de una altura en torno a los 16 metros. Muy próxima a esta torre existe otra más pequeña y en los extremos opuestos, en los lados oeste y norte, se encuentran otras dos torres, éstas de forma semicircular en su interior. Todas ellas se encuentran unidas por medio de una serie de construcciones de varios pisos que cierran el recinto y que tienen en su interior un patio. En fotografías antiguas se aprecia la existencia de una quinta torre hoy desaparecida.
En la puerta principal se ubica el escudo de la población. En él se encuentran representados las barras de la Corona de Aragón, la Cruz de la Orden de Calatrava, las armas de los Boil, en el segundo cuartel, y las de los Perellós y Rocafull, en el tercero, y en el cuarto las del marquesado de Dos Aguas. El escudo fue colocado en 1984 cuando el edificio fue rehabilitado por el Ayuntamiento de Bétera. En el interior del edificio se encontraba el blasón de los Boil, que actualmente ha desaparecido.